# Protestas en El Salvador de 2023
Las protestas en El Salvador de 2023 ocurrieron el 1 de mayo y el 15 de septiembre de 2023 en San Salvador, El Salvador. Manifestantes marcharon desde el Parque Cuscatlán hasta la plaza Gerardo Barrios para protestar contra la represión de las pandillas en 2022-2023 y la campaña de reelección del presidente Nayib Bukele. También exigieron un aumento del salario mínimo, respeto a los derechos de los sindicatos y respeto a la constitución .

## Organización
A mediados de abril del 2023, siete organizaciones de izquierda salvadoreñas anunciaron que realizarían una marcha de protesta en San Salvador el 11 de mayo del 2023, en conmemoración del día Internacional de los Trabajadores . Los organizadores de la manifestación dijeron que protestaban contra la represión de las pandillas en el país, que hasta ahora había llevado al arresto de más de 67,000 personas, y contra la campaña de reelección del presidente Nayib Bukele (la reelección está prohibida por la constitución de El Salvador al momento de la mar).
El 20 de abril del 2023, Rodrigo Cerritos, miembro del consejo nacional del Frente Farabundo Martí para la Liberación Nacional (FMLN), confirmó que el FMLN participaría en la manifestación de11 de mayo de 2023 y solicitado a la Policía Nacional Civil (PCN) no bloquear o impedir la manifestación.

## Demostración
Los manifestantes se reunieron a las de la mañana en el Parque Cuscatlán y marcharon durante tres horas hasta la plaza Gerardo Barrios. Durante la marcha, los manifestantes exigieron un aumento del salario mínimo de 365 dólares estadounidenses a 500 dólares estadounidenses, respeto por las libertades sindicales, respeto por la constitución y se opusieron a la captura de personas inocentes en la represión de las pandillas y a la reelección presidencial. En total, en la manifestación participaron 34 organizaciones y los partidos políticos FMLN y Nuestro Tiempo.
Los manifestantes se reunieron con Rolando Castro, el ministro de Trabajo que asistió en representación de Bukele, al final de la marcha.